# Zofia Ximénez Ximénez
Sofia Ximenez (ur. 15 października 1876 zm. 23 września 1936) – błogosławiona Kościoła katolickiego.
W 1905 roku wyszła za mąż za Charlesa de Bulmesnella Díez del Río w kaplicy  "Nuestra Señora de los Desamparados". Mieli razem czworo dzieci. Brała udział w różnych akcjach apostolskich, w tym była członkiem Akcji Katolickiej. Poświęciła się dla ubogich. Została wdową w 1927 roku. Podczas wojny domowej w Hiszpanii została zamordowana.
Została beatyfikowana w grupie Józef Aparicio Sanz i 232 towarzyszy przez papieża Jana Pawła II 11 marca 2001 roku.